# لوتشيانو سابروزا
لوتشيانو سابروزا (بالبرتغالية: Luciano Sabrosa‏) هو لاعب كرة قدم برازيلي في مركز قلب الدفاع، ولد في 25 يوليو 1979 في البرازيل. لعب مع سبورتينغ غوا ونادي باسو فوندو ونادي بونه ونادي جوا ونادي سالغاوكار ونادي محمدان ونادي موهون باغان.

## وصلات خارجية
- لوتشيانو سابروزا على موقع قاعدة بيانات كرة القدم.إي يو (الإنجليزية)
- لوتشيانو سابروزا على موقع Soccerway.com (الإنجليزية)